# Torture (film, 2006)
Pour les articles homonymes, voir Torture (homonymie).
Pour plus de détails, voir Fiche technique et Distribution.
Torture (Gag) est un film d'horreur américain réalisé par Scott W. Mckinlay, sorti en 2006. Inédit dans les salles françaises, il est sorti directement en vidéo en France en 2008.

## Synopsis
Dans une maison isolée, deux cambrioleurs découvrent un homme sauvagement torturé. Décidant de lui venir en aide, ils tombent dans un effroyable piège. Devenus les proies d'un terrifiant psychopathe associant l'horreur au plaisir, ils d'assurent que personne ne leur viendra en aide. Pour eux, mourir est facile, mais survivre est une torture...

## Fiche technique
- Titre français : Torture
- Titre original : Gag
- Réalisation : Scott W. Mckinlay
- Scénario : Kirk Sever
- Production : Chad Ferrin, Scott W. Mckinlay et Vince Marinelli
- Photographie : Giuseppe Asaro
- Montage : Michael Darrow
- Décors et costumes : Tisha Jahnke
- Pays d'origine : États-Unis
- Genre : horreur, thriller
- Durée : 90 minutes
- Dates de sortie :
  -  États-Unis : 2006
  -  France : 9 juin 2008
- Film interdit aux moins de 16 ans lors de sa sortie en France.

## Distribution
- Brian Kolodziej : Brian
- Gerald Emerick : Wade
- Vince Marinelli : Tony
- Scott W. Mckinlay : Detroit
- Amy Wehrell : Stacy
- Trent Haaga : L'officier Woods
- Malcolm Brownson : L'officier Brooks